# 지중해 식단

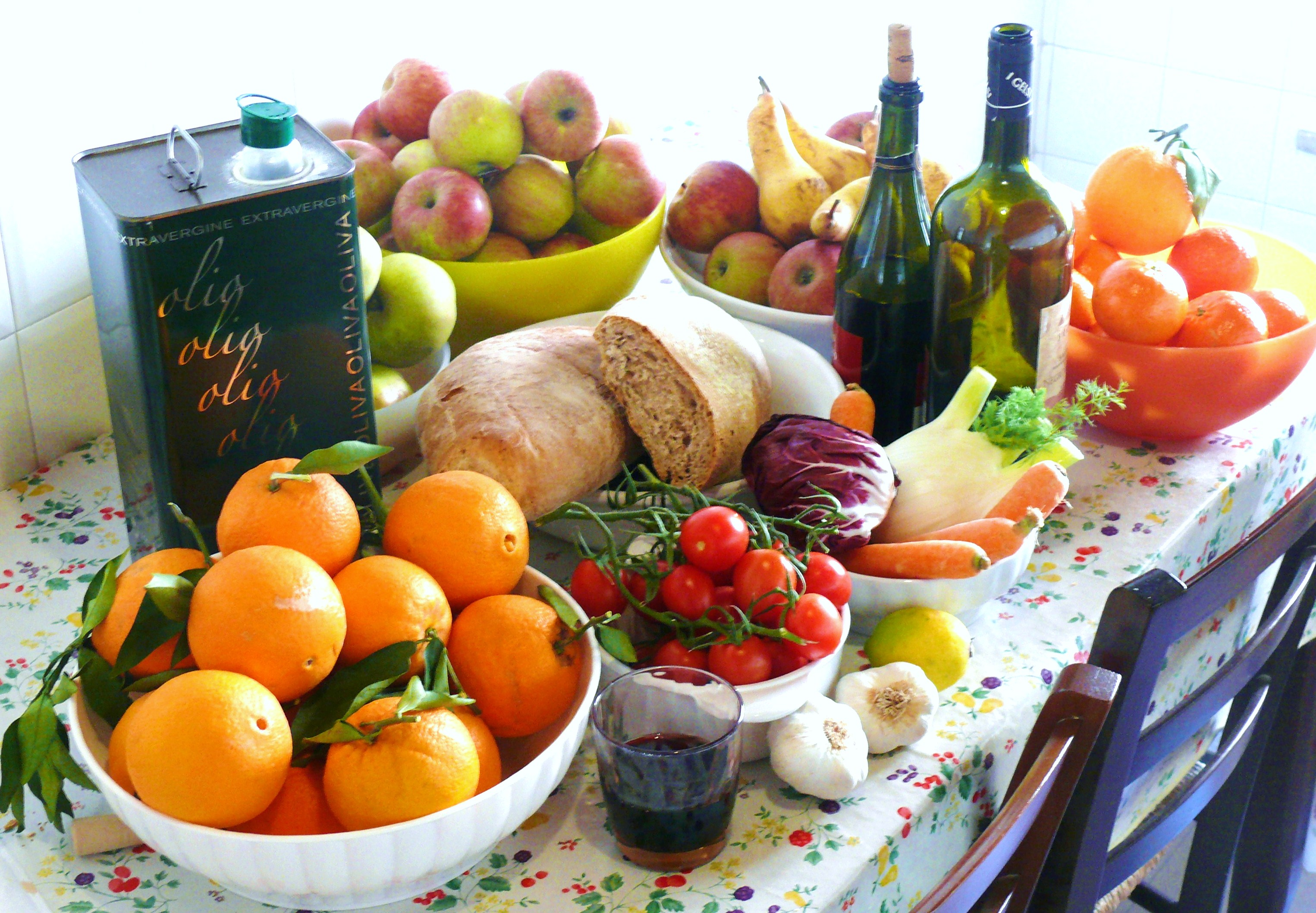
지중해 식단을 구성하는 일부 제품

지중해 식단(Mediterranean diet)은 1975년 미국의 생물학자 앤셀 키스(Ance Keys)와 화학자 마가렛 키스(Margaret Keys)가 처음으로 고안한 개념이다. 이 식단은 스페인 남부, 이탈리아 남부, 크레타 섬의 전형적인 식습관과 전통 음식에서 영감을 얻어 1960년대 초에 공식화되었다. 지중해 국가의 실제 요리를 다루는 지중해 요리, 스페인 북서부와 포르투갈의 대서양 식단과는 다르다. "지중해 식단"은 특정 시간과 장소에서 영감을 얻었지만 나중에 여러 과학 연구 결과를 바탕으로 개선되었다.
이 접근 방식은 가공되지 않은 곡물, 콩과 식물, 야채 및 과일에 초점을 맞춘 식물성 식단을 강조한다. 또한 적당량의 생선, 유제품(주로 치즈와 요구르트) 섭취, 소량의 붉은 고기 섭취가 포함된다. 올리브 오일은 모든 원인으로 인한 사망률과 만성 질환의 위험을 줄이기 위한 잠재적인 건강 요인으로 연구되었다.
관찰 연구에서 지중해 식단은 모든 원인으로 인한 사망률 감소와 관련이 있다. 2017년 리뷰에서는 지중해식 식단이 심장병 및 조기 사망 위험을 낮춘다는 증거를 제공했다. 지중해식 식단은 비만인의 체중 감량에 도움이 될 수 있다. 지중해식 식단은 2015~2020년 미국인을 위한 식생활 지침에서 DASH 식단, 채식과 함께 권장하는 세 가지 건강한 식단 중 하나이다.
영양적 권장 사항으로서 지중해식 식단은 유네스코가 2010년 인류 무형문화유산 목록에 '지중해 식단'이라는 제목으로 지정한 문화적 관습과 다르다. 이 보고서는 해당 식단을 "농작물, 수확, 어업, 목축, 보존, 가공, 요리, 특히 음식의 공유 및 소비에 관한 일련의 기술, 지식, 의식, 상징 및 전통"으로 정의했다.

## 같이 보기
- 지중해 요리